# Geay
|  | Per a altres significats, vegeu «Geay (Deux-Sèvres)». |

Geay és un municipi francès al departament de la Charanta Marítima i a la regió de la Nova Aquitània. L'any 2007 tenia 644 habitants.

## Demografia

### Població
El 2007 la població de fet de Geay era de 644 persones. Hi havia 263 famílies de les quals 62 eren unipersonals (29 homes vivint sols i 33 dones vivint soles), 95 parelles sense fills, 90 parelles amb fills i 16 famílies monoparentals amb fills.
La població ha evolucionat segons el següent gràfic:

### Habitatges
El 2007 hi havia 343 habitatges, 260 eren l'habitatge principal de la família, 56 eren segones residències i 27 estaven desocupats. 337 eren cases i 1 era un apartament. Dels 260 habitatges principals, 206 estaven ocupats pels seus propietaris, 42 estaven llogats i ocupats pels llogaters i 12 estaven cedits a títol gratuït; 3 tenien una cambra, 13 en tenien dues, 27 en tenien tres, 58 en tenien quatre i 159 en tenien cinc o més. 251 habitatges disposaven pel capbaix d'una plaça de pàrquing. A 118 habitatges hi havia un automòbil i a 128 n'hi havia dos o més.

### Piràmide de població
La piràmide de població per edats i sexe el 2009 era:
| Homes | Edats   | Dones |
| ----- | ------- | ----- |
| 0     | 95 o +  | 0     |
| 8     | 90 a 94 | 8     |
| 0     | 85 a 89 | 4     |
| 0     | 80 a 84 | 4     |
| 4     | 75 a 79 | 8     |
| 16    | 70 a 74 | 12    |
| 24    | 65 a 69 | 16    |
| 8     | 60 a 64 | 28    |
| 24    | 55 a 59 | 12    |
| 16    | 50 a 54 | 12    |
| 20    | 45 a 49 | 28    |
| 24    | 40 a 44 | 12    |
| 20    | 35 a 39 | 20    |
| 12    | 30 a 34 | 20    |
| 20    | 25 a 29 | 24    |
| 16    | 20 a 24 | 0     |
| 28    | 15 a 19 | 16    |
| 20    | 10 a 14 | 12    |
| 16    | 5 a 9   | 32    |
| 20    | 0 a 4   | 8     |

## Economia
El 2007 la població en edat de treballar era de 414 persones, 282 eren actives i 132 eren inactives. De les 282 persones actives 254 estaven ocupades (135 homes i 119 dones) i 28 estaven aturades (9 homes i 19 dones). De les 132 persones inactives 50 estaven jubilades, 38 estaven estudiant i 44 estaven classificades com a «altres inactius».

### Ingressos
El 2009 a Geay hi havia 267 unitats fiscals que integraven 628,5 persones, la mediana anual d'ingressos fiscals per persona era de 15.520 €.

### Activitats econòmiques
Dels 21 establiments que hi havia el 2007, 3 eren d'empreses alimentàries, 6 d'empreses de construcció, 1 d'una empresa de comerç i reparació d'automòbils, 2 d'empreses d'hostatgeria i restauració, 1 d'una empresa d'informació i comunicació, 6 d'empreses de serveis, 1 d'una entitat de l'administració pública i 1 d'una empresa classificada com a «altres activitats de serveis».
Dels 6 establiments de servei als particulars que hi havia el 2009, 3 eren paletes, 1 guixaire pintor, 1 lampisteria i 1 electricista.
Dels 3 establiments comercials que hi havia el 2009, 2 eren fleques i 1 una perfumeria.
L'any 2000 a Geay hi havia 29 explotacions agrícoles que ocupaven un total de 1.313 hectàrees.

## Equipaments sanitaris i escolars
El 2009 hi havia una escola maternal integrada dins d'un grup escolar amb les comunes properes formant una escola dispersa.

## Poblacions properes
El següent diagrama mostra les poblacions més properes.